# FEMM (együttes)
A FEMM (a Far East Mention Mannequins rövidítése) electropop duó Tokióból. Bemutatkozó nagylemezük Femm-Isation címmel jelent meg 2014. október 1-jén.

## Az együttes története

### 2013: Megalakulás és a kezdetek
Eredetileg Emily Kaiho korábban dzsessz és moderntáncolni, illetve színházi- és filmszínészetet tanult. Tizenéves korában rendszeresen dolgozott divatmodellként és táncosként is színpadra lépett Japánban. Kaiho később Los Angelesbe költözött, hogy előremozdíthassa színészi pályafutását. Japánban és Romániában is forgattak vele néhány filmet, hogy kivívja színészi státuszát, azonban nem lett sikeres. Todo Hiro eredetileg szólóénekes volt, aki elsősorban japán nyelven énekelte dalait. Egyelőre nem tudni, hogy hogyan alakult meg a FEMM vagy, hogy Kaiho és Todo hogyan ismerték meg egymást, de a FEMM-t 2013 közepe táján alapította az Avex Live Creative inc., az Avex Trax egyik alkiadója.
2013 októberében az együttes elindította a YouTube-csatornájukat és feltöltöttek egy kedvcsináló videót, melyben Kaiho és Todo japán utcáit járja, miközben a próbababák megmentésére irányozott küldetésüket részletezik. A videót a weblapjuk elindításához töltötték fel, az oldal interaktív elemekkel kommunikál a rajongótáboruk tagjaival. A kezdeti népszerűtlenség ellenére a FEMM megjelentette az első középlemezüket Astroboy címen, mely két digitális kislemezből, az Astroboyból és a UFO-ból áll. A UFO a Pink Lady japán együttes hasonló című dalának feldolgozása, amelyet eredetileg 1977-ben vettek fel, míg az Astroboy volt az első saját daluk. A videókat IKIOI rendezte, aki később számos alkalommal közreműködött az együttessel.

### 2014: Nemzetközi sikerek és aFemm-Isation
A FEMM 2014. április 12-én Wannabe címmel jelentette meg a stúdióalbumuk első kislemezét. Az együttes a nemzetközi termelőcsapatok felé vette az irányt; a Wannabe-t a Dreamlab készítette el. A második kislemezük egy héttel később jelent meg Kiss the Rain címmel, melyet a svéd Andreas Carlsson közreműködésével vettek fel, míg harmadik kislemezük, a We Flood the Night 2014 májusának közepén jelent meg. Az együttes nagyobb ismertségre tett szert a Kill the DJ című ötödik kislemezükkel, melyet több mint 100 000-szer néztek meg a YouTube-on. A „menő, high-concept videóklipet” IKIOI rendezte és tovább vitték benne azt az irányvonalat melyben a dalszöveg a videóklip szerves részét képezi. Kaiho elmondása szerint a Kill the DJ az egyik kedvenc videóklipjük, melyben RiRit és Lulát kell megszemélyesíteniük.
2014 júniusában a FEMM megosztotta a hatodik, Fxxk Boyz Get Money című kislemezüket a YouTube-on, majd július 30-án az iTunesra is felkerült. A videóklip pozitív megjegyzéseket kapott a zenei kritikusoktól és kisebb vírusvideó lett belőle. A kritikusok fülbemászónak találták a dalt és úgy vélték, hogy az el tud különölni a hasonszőrű J-pop-előadók számaitól, így többek között Kyary Pamyu Pamyu vagy a Babymetal dalaitól. Néhányan azonban viccnek és gyengének vélték és inkább a közvéleményben kialakult képüket kezdték elemezni semmint a zenéjüket. Néhány népszerű híresség, így Perez Hilton és számos youtubeos azonban „élethimnuszokként” kezdte dicsérni a dalaikat. A dal a népszerűségének köszönhetően felkerült a júliusban megjelent Twerk em’ All című válogatásalbumra. 2014 decemberéig a dal több, mint 500 000 megtekintésnél tart a YouTube-on, ezzel a FEMM addigi legnézettebb videója.
A Fxxk Boyz Get Money és a korábbi munkáik sikerének köszönhetően a FEMM és Avex Live Creative Inc. további észak-amerikai és európai származású producerrel kezdett együttműködni. A zenekar a Dan Book amerikai producerrel és dalíróval, illetve Alexei Misoulsal dolgoztak együtt a Party All Nighton, az album hetedik kislemezén. Nyolcadik kislemezükkel, a Dead Wronggal új termelési szintre léptek Leah Haywood új-zélandi születésű zenésznek, illetve Daniel Jamesnek és Kevin Rossnak hála. Az Unbreakeable és a Whiplash kislemezek, illetve az első stúdióalbumuk, Femm-Isation 2014. október 1-jén jelentek meg. Az album instrumentális változata december 24-én jelent meg.

## Művésziesség

### Zenei stílus
A zenekar a szintipop, az EDM, a eurodance, a rap és az otaku kultúrát tartja a legnagyobb befolyásolójuknak. Az együttes zenéje amerikanizált zenékhez, azon belül is a hiphop és a klubkultúrához hasonlítható. A girl power, a feminizmus és a szólásszabadság témáját alapul vevő Fxxk Boyz Get Money és a Girls Night Out című kislemezeik példák a női egyenjogúságra és a férfi munkára vagy segítségre való támaszkodástól való elhatárolódásra. Az Unbreakable kislemezükhöz az egész produkció valódi zenekari hangszerekre támaszkodott, amit a rajongók és a kritikusok is „sokoldalú” húzásnak véltek. W-Trouble elmondása szerint a dal „inkább az emberi semmint egy próbababa érzelmeire alapoz.” W-Trouble azt is hozzáfűzte, hogy az „[az Unbreakable] valószínűleg az a dal, ami legjobban kifejezi azon érzéseket. A többi dal elég merev, így úgy vélem, hogy azok közelebb állnak a próbababák imázsához.” Az együttes dalaik többségben autotune-ra és vocoderre támaszkodik, és ellene van, hogy a zenéjük olyan formátumokon jelenjen meg, mint a CD, a DVD vagy bármely más fizikai formátum.
A zenéjük a girl power témájával foglalkozik, amely nyilvánvalóan megfigyelhető az Astroboy című bemutatkozó kislemezükön, egyik tagnak sem volt korábban professzionális tapasztalata az éneklésben és elmondásuk szerint az első alkalom, hogy az ügynökükként kellett megjelenniük a szám videóklipjében „kihívást jelentő” volt. A FEMM kijelentette, hogy bármely producerrel vagy dalszövegíróval „megtiszteltetésnek” éreznék a közös munkát, amíg azok megértik az üzenetüket. Jacque, az Arcadey.net írója megjegyezte, hogy a „[FEMM] zenéje leginkább visszahányt amerikai EDM-ből, dace-popból és hiphopból áll, melyek mindegyike ugyanolyan élvezhető mint amennyire generikus. Gondolom ez valami meta kommentár akar lenni a mainstream zenére és a gyártott popsztárokra vagy valami ilyesmi [...]”
Molly Osberg a Vice magazintól kiemelte, hogy a FEMM egyesíti a japán divatot és zenét, és hozzáfűzte „Legalábbis én így képzelem el, hogy hogyan születnek meg az olyan előadók, mint a FEMM, az elbűvölő J-pop electro duó, mely háttértörténete találékonyabb, mint bármi, ami manapság a SyFy csatornán megy.” Osberg dicsérte a producerek és dalírókat, akik szerinte az együttes népszerűsítésének rejtett pionírjai, s úgy érezte, hogy a producerek itt többek mint „frontemberek”. Az MTV Iggy-s Corynn Smithet lenyűgözte a zenekar tagjainak angol nyelvtudása és hatásvadász koncepciójuk, s hozzáfűzte, hogy „A páros túlnyomórészt angol diszkográfiája minden elektronikus ízlésűnek tartogat valamit, akár egy romantikus tranceutazást keresel [We Flood the Night] vagy a 70-es évekbeli J-pop-sláger techno remixére fáj a fogad [UFO] vagy egy twerktasztikus, gumi-cseléd-egyenruhába-öltözött hangulatra [Fxxk Boyz Get Money].” Todo elmondása szerint még csak tanulja az angol nyelvet, így Kaikóra kell támaszkodnia.

### Imázs
FEMM tagjai műanyag babákként, próbabábukként vannak ábrázolva. Riri és Lula „azonosan-más”, Riri egy harci próbabábu, míg Lula a házvezetőnő-próbabábu. A FEMM szlogenje, „A bábuknak vannak érzelmei? A dalaik megmozgatják az embereket?” egy példa próbabúkként való azonosulásuknak és a virtuális céljuk, hogy felszabadítsák az összes próbabábut az emberi elnyomás alól. Rajongótáborukra „próbabábukként” és „ügynökökként” hivatkoznak. Kaiko és Todo nemcsak Ririt és Lulát személyesítik meg, de azok „ügynökeit” Honey-B-t (Riri) és W-Trouble-t (Lula) is. Az ügynököket gyakran Riri és Lula hangjaként azonosítják, mivel a próbabábu ábrázolásuk képtelen beszélni vagy vokálisan kommunikálni.
Az MTV a „figyelemmel kísérendő előadók” közé sorolta a FEMM-t.

## Az együttes tagjai
- Riri (született Emily Kaiho, MS-00000 néven is ismert; született 1986. augusztus 19-én).[2] Kaiho Honolulun született amerikai anyától és japán apától. Kaiho Japánban nőtt fel és mind angolul, mind japánul folyékonyan beszél.[2]
- Lula (született Todo Hiro, SW-000000; Tokióban született). Todo japán szülőktől származik és eredetileg szólóénekes volt, aki elsősorban japán nyelven énekelt, azonban Kaihohoz hasonlóan ő is folyékonyan beszél angolul és japánul is.

## Diszkográfia

### Stúdióalbumok
| 2014                                                        | Femm-Isation - Megjelenés: 2014. október 1. - Formátum: digitális letöltés | — | 10 |  |
| „—” nem szerepelt listán, vagy nem jelent meg az országban. |                                                                            |   |    |  |

### Középlemezek
| 2014                                                        | Astroboy - Megjelenés: 2014. április 24. - Formátum: digitális letöltés | — | — |  |
| „—” nem szerepelt listán, vagy nem jelent meg az országban. |                                                                         |   |   |  |

### Remix albumok
| 2014                                                        | Femm-Isation Instrumentals - Megjelenés: 2014. december 24. - Formátum: digitális letöltés | — | — |  |
| „—” nem szerepelt listán, vagy nem jelent meg az országban. |                                                                                            |   |   |  |

### Kislemezek
- Wannabe (2014)
- Kiss the Rain (2014)
- White Noise (2014)
- We Flood the Night (2014)
- Kill the DJ (2014)
- Fxxk Boyz Get Money (2014)
- Dead Wrong (2014)
- Unbreakable (2014)

## Fordítás
- Ez a szócikk részben vagy egészben  a   FEMM című angol Wikipédia-szócikk ezen változatának fordításán alapul.  Az eredeti cikk szerkesztőit annak laptörténete sorolja fel. Ez a jelzés csupán a megfogalmazás eredetét és a szerzői jogokat jelzi, nem szolgál a cikkben szereplő információk forrásmegjelöléseként.